# Vollèges
Vollèges is een plaats en voormalige gemeente in het Zwitserse kanton Wallis, dat deel uitmaakt van het district Entremont.
Vollèges telt 1.782 inwoners.

## Geschiedenis
Op 1 januari 2021 fuseerde Vollèges met Bagnes tot de gemeente Val de Bagnes

## Externe link

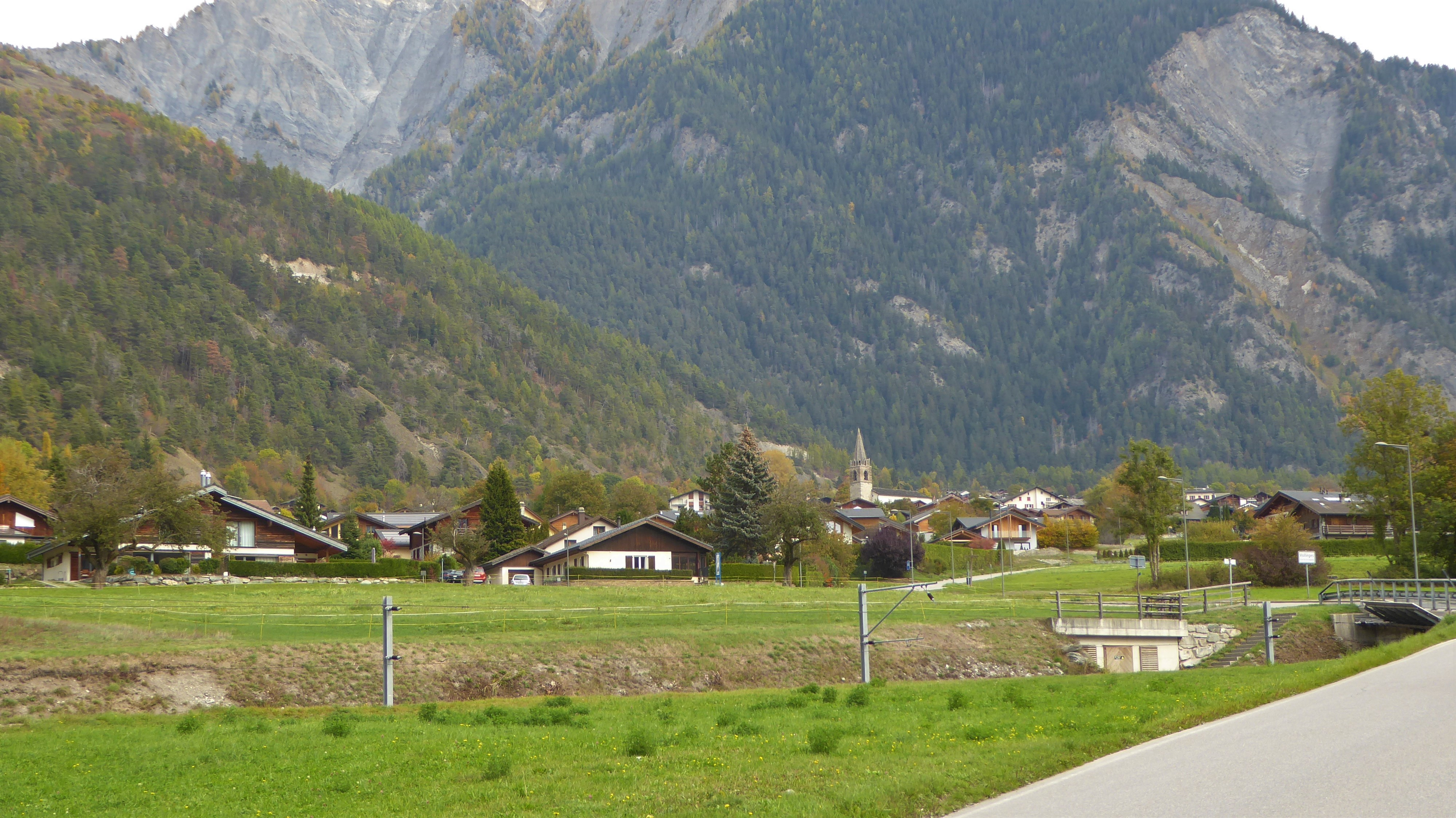
Vollèges